# Friedrich von Hotze
Le baron Johann Konrad Friedrich von Hotze, de son vrai nom Johann-Konrad Hotz (né le 20 avril 1739 à Richterswil † 25 septembre 1799 à Schänis) est un général autrichien d'origine suisse. Il fut victorieux à Wissembourg (1793), Mannheim, Essingen et Neresheim (1796), mais ne put empêcher la mainmise française sur la Suisse.

## États de service

### Début de carrière
Né de Johannes Hotze, un chirurgien protestant de Richterswil sur le lac de Zurich, et de sa femme Juditha Hotze née Gessner, Jean-Conrad fit ses études au Carolinum de Zurich en 1754 puis étudia à l'université de Tübingen. En 1758, il s'enrôla comme enseigne dans l'armée du duché de Wurtemberg, et dès 1759 il était promu lieutenant. Il passa au service de l'armée russe en 1768, où il devint commandant en 1776. Il se mit ensuite au service du Saint-Empire en 1778 comme commandant d'un régiment de cuirassiers. Muté à Vienne en 1783, il plut à l’empereur Joseph II qui en 1786 le dépêcha en Galicie avec le grade de colonel pour y former un corps d'uhlans. C'est ainsi que Hotze introduisit les lanciers dans l'armée autrichienne. Les années suivantes, qui furent des années de paix, le virent se mettre au service des Hohenzollern en tant que commandant d’un régiment de cuirassiers ; il passa même quelques mois en Russie pour créer un corps de cuirassiers dans l'armée de Catherine II.

### Première Coalition
Lors du déclenchement des guerres révolutionnaires contre la France, Hotze fut versé dans l’armée du maréchal Wurmser. En 1793, Hotze était promu major-général puis en 1796 général de corps d'armée. La percée qu’il réalisa à travers la ligne de Wissembourg, jugée alors imprenable, lui valut d'être décoré de l’ordre militaire de Marie-Thérèse, avant d'être anobli baron peu après. Avec la poursuite des hostilités, il s'illustra particulièrement par la libération de Mannheim, mais c'est surtout au cours de l’année 1796 qu'il donna la pleine mesure de son talent : il commandait l'assaut à Cannstatt et Esslingen am Neckar, battit les Français près de Neresheim et finalement défendit avec succès les places de Neumarkt, Lauf et Wurtzbourg. Ces succès lui valurent d’être promu commandeur de l’ordre de Marie-Thérèse.

#### En Suisse
En 1798, Hotze se décida à quitter l'armée du Saint-Empire pour rejoindre les rangs de l'armée des huguenots de la Confédération des XIII cantons et combattre l’armée française d'Helvétie ; seulement lorsqu'il arriva en Suisse, Berne était tombée aux mains des Français, et la République helvétique venait d'être proclamée à Zurich. Hotze réintégra donc l'armée autrichienne et combattit la France dans les rangs de la Deuxième Coalition. Stationné à Feldkirch, il se porta à la rencontre de l'armée du général Masséna.
Il fut d'abord victorieux, défendit Feldkirch avec succès, s'empara du fort de Luzisteig et défit Masséna lors de la bataille de Winterthour. Commandant l'aile gauche lors de la première bataille de Zurich, qui se déchaîna du 4 au 7 juin 1799, il contraignit l'ennemi à se replier, mais fut lui-même grièvement blessé.

#### Mort au combat
Mais les désaccords et les dissensions tant au sein de l’état-major autrichien qu'avec les alliés russes à l'été 1799 rendaient la direction des opérations chaotique. Au mois d'août il fallut évacuer les trois cantons d'Uri, Unterwald et Schwytz ; puis au cours de la deuxième quinzaine de septembre, Masséna délogea le corps du général russe Korsakov de ses quartiers autour de Zurich, cependant que le général Soult faisait irruption dans la plaine de la Linth entre les lacs de Zurich et de Walenstadt pour se porter sur Hotze. Au matin du 25 septembre, le général Hotze, eu égard à la situation confuse des opérations, entreprit lui-même une mission de reconnaissance ; dans la brume du matin il se trouva pris à revers par des contingents français en avant-poste, et tomba sous le feu ennemi.
Depuis 1797, il ne se faisait plus appeler que « baron Friedrich von Hotze ». En 1851, on lui érigea une statue dans le cimetière de Bregenz. Il y a à Schänis une voie Général-Hotze.